# Terreur (Franse Revolutie)

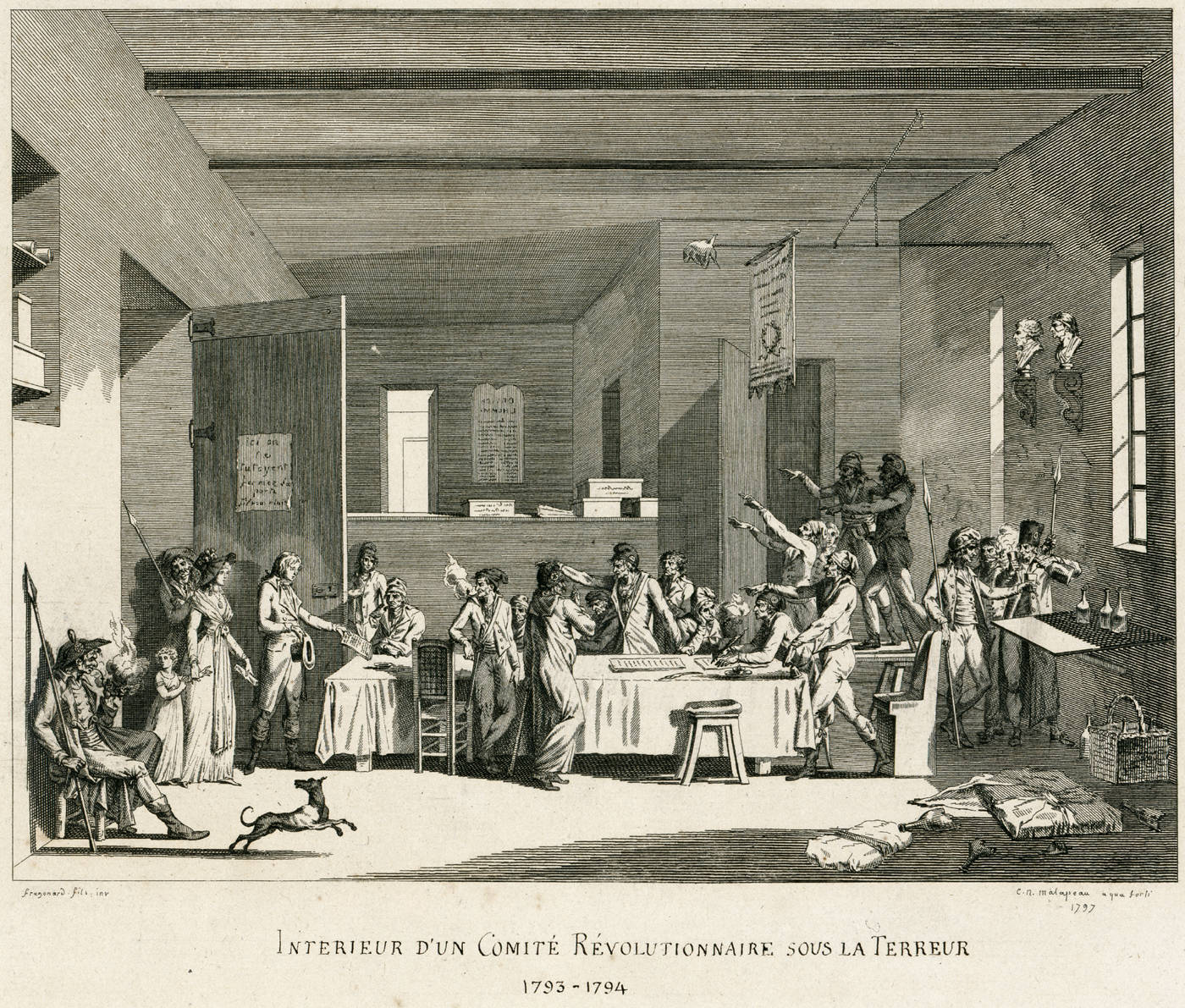
Het Comité révolutionnaire

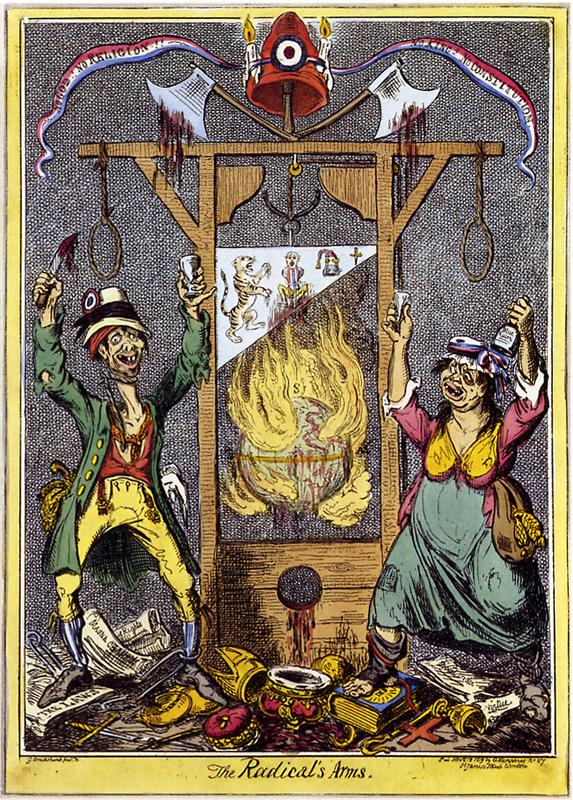
Een Britse spotprent over de Terreur

De Terreur (Frans: la Terreur, beter vertaald "Schrikbewind", met een hoofdletter) is een begrip dat door historici gebruikt wordt om twee periodes in de Franse Revolutie aan te duiden waarin Frankrijk werd geregeerd door een uitzonderlijke uitvoerende macht die berustte op geweld, illegaliteit en repressie.
De precieze datering en definitie van het begrip blijven onzeker. Toch worden in het algemeen twee fases onderscheiden in de Terreur:
- De eerste periode gaat van de afzetting van de koning op 10 augustus 1792 (zie Bestorming van de Tuilerieën) tot de uitroeping van de Franse Republiek op 21 september 1792 (zie Proclamatie van de afschaffing van de monarchie). In deze periode werd de instelling gecreëerd die het politiek beleid van de Terreur zou moeten gaan uitvoeren: een tribunal criminel extraordinaire werd op 17 augustus 1792 ingesteld. Maar haar gebrek aan ijver om de royalisten, die het volk irriteerden, te straffen, leidde tot de Septembermoorden in de gevangenissen.
- De tweede periode gaat van de eliminatie van de girondijnse afgevaardigden op 2 juni 1793[4] tot de arrestatie van Robespierre op 27 juli 1794 (zie Thermidoriaanse Reactie). Deze tweede periode staat ook wel bekend als de "Rode Terreur" (Terreur rouge).[5]

Tussen de zomer van 1793 en de lente van 1794 bereikte de verzwakking van de staat, begonnen in 1789-'90, haar hoogtepunt, die al het geweld en opbod toeliet; het Comité de salut public, gebonden aan de persoon van Robespierre, werd geconfronteerd met concurrentie van het Comité de sûreté générale, dat de politie leidde, en van de Commune van Parijs, die sinds 10 augustus 1792 de militaire macht had en gelieerd is met de sansculottes, die in feite het ministerie van Oorlog controleerden. Het was pas in maart 1794 dat men met een versterking van de staat begon onder leiding van het Comité de salut public. De Terreur werd onder druk van de radicaalste revolutionairen ingesteld door de revolutionaire regering; meerdere vrijheden werden opgeschort en een politiek van strijd tegen de interne en externe gevaren, die de Republiek bedreigen, trad in werking. De opvallendste personages van de Terreur, ook wel 'terroristen' genoemd, waren Robespierre, Saint-Just, Couthon, Collot d'Herbois, Fouché en Billaud-Varenne. De periode werd gekenmerkt door pogingen tot economische, sociale en culturele hervormingen. Naar schatting verloren ruim 40.000 of 55.000 mensen hun leven ten gevolge van de Terreur.
In 1795 vond er een "Witte Terreur" (Terreur blanche) plaats van rechtse, reactionaire, royalistische (koningsgezinde), monarchistische groeperingen, vooral gericht tegen montagnards en jakobijnen in de Rhônevallei en Zuid-Bretagne. In oktober 1795 deden royalisten een couppoging, maar die werd verijdeld door generaal Bonaparte.

## Slachtoffers van de Terreur
Het aantal slachtoffers wordt door historici geschat op 35.000 tot 45.000. Tot deze groep ter dood veroordeelden behoorden aristocraten, royalisten, maar ook priesters en onschuldige in armoede levende vrouwen.